# Ільяс Бахшиш
Ілья́с Бахши́ш (крим. İlyas Bahşış; 1912, Сімферополь — 22 липня 2000) — кримськотатарський композитор, музикант.

## Творчий шлях
Народився у Сімферополі. У 1934 р. вступив до Сімферопольського музичного технікуму. Бувши студентом, веде дикторську роботу на Кримському радіо. Після закінчення технікуму (1937) був призначений головним музичним редактором радіокомітету. 1940 року очолив новостворений Союз композиторів Криму, одночасно став художнім керівником Кримського ансамблю пісні і танцю.
У передвоєнні роки Ільяс Бахшиш працює здебільшого в пісенному жанрі, пише музику до театральних постановок. У роки окупації працював у підпільному татарському театрі в Криму. В 1945 році разом з колегами був депортований у Таджикистан на копальню уранових руд. Проте особистий лист Калініну врятував музиканта від небезпечної роботи і невдовзі Бахшиш повернувся до творчої роботи.
1957 року у Ташкенті Бахшишу вдалося створити кримськотатарський ансамбль «Хайтарма», артистами якого стали депортовані у республіки Середньої Азії співвітчизники. Велику роль композитор приділяє розвитку кримськотатарської симфонічної музики. Зокрема у 70-х роках він створив «П'ять варіацій на кримськотатарські народні мелодії» для симфонічного оркестру, «Татарську рапсодію», музичну сюїту «Ватан тюркюси». 1989 року Бахшишу вдалося повернутися на батьківщину. Бахшиш взяв активну участь у відродженні кримськотатарського драматичного театру, до 1994 року був його художнім керівником.

## Звання
- Заслужений діяч культури Кримської АРСР (1940)
- Заслужений артист Узбекистану (1967)
- Заслужений вчитель Узбекистану (1973)
- Заслужений діяч мистецтв України (1993)